# Треповский, Олег Борисович
Оле́г Бори́сович Трепо́вский (укр. Треповський Олег Борисович; 28 октября 1965, Волгоград, РСФСР, СССР — 25 апреля 2018, Киев, Украина) — украинский актёр театра и кино, народный артист Украины (2011).

## Биография
Олег Борисович Треповский родился 28 октября 1965 года в Волгограде. В 1992 году окончил Киевский театральный институт им. Карпенко-Карого (курс М. Ю. Резниковича).
С 1992 года играл в Театре русской драмы им. Леси Украинки в Киеве. В 1995 году дебютировал в кино в фильме «Вальдшнепы». Снялся в десятках фильмов и сериалов, таких как «День рождения Буржуя», «Слуга народа», «Сваты», «Узнай меня, если сможешь», «Порох и дробь», «Возвращение Мухтара».
В 2017 году за исполнение главной роли в короткометражном фильме «Голден лав» (2016, реж. Павел Остриков) был номинирован на соискание Национальной премии «Золотая юла» в категории «Лучший актёр».
Умер 25 апреля 2018 года на 53-м году жизни в Киеве.

## Награды и премии
- Заслуженный артист Украины (14 сентября 1996)[5].
- Народный артист Украины (23 августа 2011)[1].
- Номинация на Национальную кинопремию «Золотая юла» в категории «Лучший актер» за исполнение главной роли в короткометражном фильме «Голден лав» (2017).

## Работы в театре
- 1993 — «Молодые годы короля Людовика» — Людовик
- 1994 — «История одной страсти» — Мистер Генри
- 1995 — «Ревность» — Сергей Петрович, Андрей Иванович
- 1995 — «Школа скандала» Р.Шеридан — От автора
- 1996 — «Тойбеле и её демон» — Алхонон
- 1996 — «Любовь студента» — Онуфрий
- 1997 — «Приключения на волшебном шаре» — Леший
- 1999 — «Огонь желаний»
- 2000 — «Маскарадные забавы» Алексея Богдановича — Гольдони
- 2000 — «Любовь и война»
- 2000 — «Тайны мадридского двора» — Франциск
- 2001 — «Госпожа министерша»
- 2002 — «И всё это было… и всё это будет»
- 2002 — «В плену страстей (Каменный властелин)» Леся Украинка — Дон Жуан
- 2009 — «Ангелочек, или Сексуальные неврозы наших родителей» Л. Бэрфус — Врач
- 2010 — «Сто пятая страница про любовь» М. Ю. Резникович — Он, сегодня
- 2011 — «Чуть мерцает призрачная сцена... (Юбилей. Юбилей? Юбилей!)»
- 2012 — «Циничная комедия» по мотивам пьесы У. Шекспира «Мера за меру» — Винченцо, герцог венский

## Фильмография
1. 1995 — Вальдшнепы — Владимир Адольфович Карно
2. 1999 — День рождения Буржуя — Губанов
3. 1999 — Школа скандала — эпизод
4. 2002 — Кукла — эпизод
5. 2002 — Право на защиту — Крылов
6. 2004 — Пепел Феникса — Тадеуш Шепильский
7. 2005 — Золотые парни — эпизод
8. 2005 — Косвенные улики — Дедов
9. 2006 — Возвращение Мухтара 3 — Леонид
10. 2006— Театр Обречённых — Иван Драгилев
11. 2006 — Городской романс — врач-психиатр
12. 2006 — Девять жизней Нестора Махно — следователь Кирилл Игнатьевич
13. 2006 — Дурдом — отец Алеши
14. 2006 — Пороки и их поклонники — Ослов
15. 2006 — Семьянин
16. 2007 — Возвращение Мухтара 4 — электрик
17. 2008 — Владыка Андрей — раввин Леви
18. 2008 — Про Любовь — Гарик
19. 2009 — Сваты 3 — директор хлебозавода
20. 2009 — Чужие души — Бояренцев Олег Николаевич
21. 2010 — По закону (46-я серия «Смерть гладиатора» — 1-й бомж
22. 2010—2013 — Ефросинья — Сергей Королёв, отец Кати и Катрин, бывший муж Журавской
23. 2011 — «Кедр» пронзает небо — Дмитрий Фёдорович Устинов, нарком вооружения СССР
24. 2012 — Джамайка — Гоша, бывший любовник Виктории, отец Наташи
25. 2012 — Порох и дробь (фильм 1-й «Работа над ошибками») — Григорий Александрович Жакетов, осуждённый вахтёр
26. 2012—2013 — Сваты 6 — эпизод
27. 2013—2014 — Сашка (Украина) — Михаил Сохацкий
28. 2014 — Братские узы — Михаил, отец Ксюши
29. 2014 — Гордиев узел (Украина) — Семён, отец Лики
30. 2014 — Узнай меня, если сможешь — санитар морга
31. 2015 — Отдел 44 (Украина) — Борис
32. 2015 — Последний янычар — козак, что нашёл раненого Ермолая
33. 2016 — Утопленник
34. 2016 — Голден лав — Виктор
35. 2016 — Гражданин Никто (Украина) — Виталий Владимирович Вакарчук, сосед Труновой
36. 2016 — Добро пожаловать на Канары (Украина) — Юрич
37. 2016 — На линии жизни (Украина) — Борис Пархомов, генерал-майор
38. 2016 — Письмо надежды (Украина) — почтальон (нет в титрах)
39. 2017 — Секрет неприступной красавицы — эпизод
40. 2017 — Что делает твоя жена? (Украина) — Кирилл Малинин
41. 2017 — Секрет неприступной красавицы — эпизод
42. 2018 — Первый раз прощается (Россия, Украина) — эпизод
43. 2018 — Тайный дневник Симона Петлюры (Украина) — Самуил Шварцбард